# ジョン・フレンチ (ロック・ミュージシャン)
ジョン・フレンチ（John French、1948年9月29日 - ）は、アメリカ合衆国のロック・ミュージシャン。キャプテン・ビーフハートことドン・ヴァン・ヴリートが率いたキャプテン・ビーフハート・アンド・ザ・マジック・バンドのドラマーだった。

## 略歴
フレンチは1948年9月29日、南カリフォルニアのサンバーナーディーノ地域で生まれ、1954年に両親に連れられてアンテロープ・バレーに移住した。1960年代前半にはメレル・ファンクハウザー（ボーカル、ギター）が率いるメレル・アンド・ジ・エグザイルスで活動した。
1965年4月、ロサンゼルスのハリウッド・パラディアムで催された第4回ハリウッド・ティーンエイジ・フェアーでヴァン・ヴリートに出会い、1966年末に誘われて、デビュー・アルバムを制作する前のキャプテン・ビーフハート・アンド・ヒズ・マジック・バンドに18歳でドラマーとして加入した。1969年からはヴァン・ヴリートの方針に従って、「ドラムボ（Drumbo）」のステージ名で活動した。
1972年にキャプテン・ビーフハート・アンド・ザ・マジック・バンドを脱退。1974年、キャプテン・ビーフハート・アンド・ザ・マジック・バンドのヴァン・ヴリート以外のメンバー達が脱退して結成したマラードに加わり新曲の作曲とリハーサルに参加したが、アルバム制作の前に離脱した。
1975年、解散状態を経て活動再開したキャプテン・ビーフハート・アンド・ザ・マジック・バンドに参加して、ドラムとギターを担当した。またも脱退と再加入を繰り返した後、1980年の『美は乱調にあり』を最後にヴァン・ヴリートと袂を分かった。
1987年にギタリストのフレッド・フリス（ヘンリー・カウ）、ヘンリー・カイザー、リチャード・トンプソン（フェアポート・コンヴェンション）とフレンチ、フリス、カイザー、トンプソンを結成して、アルバム『Live, Love, Larf & Loaf』（1987年）と『インヴィジブル・ミーンズ』（1990年）を発表。また、カイザーとクレイジー・バックワーズ・アルファベットを結成して、アルバム『Crazy Backwards Alphabet』（1987年）を発表。
1994年と1998年にソロ・アルバムを発表。
2003年、キャプテン・ビーフハート・アンド・ザ・マジック・バンドのメンバーだったマーク・ボストン（ベース・ギター）、デニー・ウォーリー（ギター）、ゲイリー・ルーカス（ギター）、ロバート・ウィリアムス（ドラムス）とザ・マジック・バンドを結成して、ボーカル、ドラムス、ハーモニカを担当した。ザ・マジック・バンドはフレンチを中心に、2017年までメンバー・チェンジを行ないながら、公演や録音でキャプテン・ビーフハート・アンド・ザ・マジック・バンドの楽曲を披露した。
2008年、ドラムボ名義のソロ・アルバム『City of Refugee』を発表。
2010年、著書『Beefheart: Through the Eyes of Magic』を上梓。

## ディスコグラフィ

### ソロ・アルバム
- Waiting on the Flame（1994年）[9]
- オ・ソロ・ドランボ　O Solo Drumbo（1998年）[10]
- City of Refuge (2008年）※ドラムボ名義[8]

### キャプテン・ビーフハート・アンド・ヒズ・マジック・バンド

#### オリジナル・アルバム
- セイフ・アズ・ミルク　Safe as Milk（1967年）
- ストリクトリー・パーソナル　Strictly Personal（1968年）
- トラウト・マスク・レプリカ　Trout Mask Replica（1969年）
- リック・マイ・デカルズ・オフ、ベイビー　Lick My Decals Off, Baby[注釈 4]（1970年）
- ミラー・マン　Mirror Man（1971年）
- ザ・スポットライト・キッド　The Spotlight Kid[注釈 5]（1972年）
- 美は乱調にあり　Doc at the Radar Station[注釈 4]（1980年）
- バット・チェイン・プラー　Bat Chain Puller[注釈 5]（2012年）

#### 編集アルバム
- グロウ・フィンズ:レアリティーズ 1965–1982　Grow Fins: Rarities 1965–1982（1999年）
- ザ・ダスト・ブロウズ・フォワード（アン・アンソロジー）　The Dust Blows Forward (An Anthology)[注釈 4]（1999年）
- サン・ズーム・スパーク:1970・トゥ・1972　Sun Zoom Spark: 1970 To 1972[注釈 4]（2014年）

### フレンチ、フリス、カイザー、トンプソン
- Live, Love, Larf & Loaf（1987年）
- インヴィジブル・ミーンズ　Invisible Means（1990年）

### クレイジー・バックワーズ・アルファベット
- Crazy Backwards Alphabet（1987年）
- Crazy Backwards Alphabet II（2007年）

### ザ・マジック・バンド
- Back to the Front（2003年）[11]
- 21st Century Mirror Men（2005年）[12]
- Performing The Music Of Captain Beefheart - 1: Oxford, U.K. June 6, 2005（2011年）[13]
- The Magic Band Plays The Music Of Captain Beefheart - Live In London 2013（2013年）[14]

## 著書
- French, John "Drumbo" (2010). Beefheart: Through the Eyes of Magic. London: Proper Music Publishing. ISBN 978-0-9561212-5-7